# Dactyloctenium
Genre
Dactyloctenium est un genre de plantes monocotylédones de la famille des Poaceae (graminées), sous-famille des Chloridoideae, originaire des régions tropicales et subtropicales d'Eurasie et d'Australie, qui comprend une douzaine d'espèces. L'espèce-type est Dactyloctenium aegyptium (L.) Willd.
Ce sont des plantes herbacées annuelles ou vivaces, parfois stolonifères ou rhizomateuses, cespiteuses, aux tiges (chaumes) géniculées, ascendantes ou décombantes, pouvant atteindre 100 cm de long, et aux inflorescences généralement digitées, composées de racèmes spiciformes.

## Liste d'espèces
Selon World Checklist of Selected Plant Families (WCSP) (12 avril 2018) :
- Dactyloctenium aegyptium (L.) Willd. (1809)
- Dactyloctenium aristatum Link (1827)
- Dactyloctenium australe Steud. (1854)
- Dactyloctenium buchananensis B.K.Simon (2005)
- Dactyloctenium capitatum A.Camus (1946)
- Dactyloctenium ctenoides (Steud.) Bosser, Adansonia, n.s. (1968)
- Dactyloctenium geminatum Hack. (1899)
- Dactyloctenium giganteum B.S.Fisher & Schweick. (1941)
- Dactyloctenium hackelii J.Wagner & Vierh. (1903)
- Dactyloctenium pilosum Stapf (1919)
- Dactyloctenium radulans (R.Br.) P.Beauv. (1812)
- Dactyloctenium robecchii (Chiov.) Chiov. (1929)
- Dactyloctenium scindicum Boiss., Diagn. Pl. Orient., ser. 2 (1859